# Asplenium howeanum
Asplenium howeanum är en svartbräkenväxtart som först beskrevs av Watts, och fick sitt nu gällande namn av Oliver. Asplenium howeanum ingår i släktet Asplenium och familjen Aspleniaceae. Inga underarter finns listade.